# Quintetto ideale della Liga ACB
Il Quintetto ideale della Liga ACB è il riconoscimento che ogni anno la Liga ACB conferisce ai 5 migliori giocatori che si sono distinti nel corso della regular season.

## Vincitori
- Quintetto ideale della Liga ACB 2000-2010
- Quintetto ideale della Liga ACB 2010-2020
- Quintetto ideale della Liga ACB 2020-2030